# 달서구 (선거구)
달서구는 대한민국의 옛 국회의원 선거구이다. 당시 대구직할시 달서구 지역을 관할했다.

## 역사
1988년 1월 1일을 기해 대구직할시 서구, 남구의 일부가 달서구로 분리되어 신설되었다. 이에 대한민국 제13대 국회의원 선거를 앞두고 달서구 전 지역을 관할하는 선거구로 신설되었다.
대한민국 제14대 국회의원 선거를 앞두고 달서구 선거구가 달서구 갑, 달서구 을 선거구로 분리되면서 폐지되었다.

## 역대 국회의원
| 선거   | 정당 | 정당       | 의원   |
| ------ | ---- | ---------- | ------ |
| 1988년 |      | 민주정의당 | 김한규 |

## 역대 선거 결과

### 대한민국 제13대 국회의원 선거
|  | 42.41% |

|  | 33.04% |

|  | 19.05% |

|  | 3.95% |

|  | 0.81% |

|  | 0.71% |